# Ди Сортино Спекки Гаэтани, Иньяцио
Инья́цио Спе́кки-Гаэта́ни Ди Сорти́но (итал. Ignazio Specchi Gaetani Di Sortino), полное имя барон Инья́цио Мари́я Отта́вио Франче́ско ди Па́ола Альфо́нсо Джузе́ппе Спе́кки-Гаэта́ни, маркиз Ди Сорти́но (итал. Ignazio Maria Ottavio Francesco di Paola Alfonso Giuseppe Specchi Gaetani, marchese Di Sortino; 1 декабря 1823, Наро, провинция Агридженто, Королевство обеих Сицилий — 28 апреля 1899, Наро, провинция Агридженто, Королевство Италия) — итальянский юрист и политик, сторонник движения за объединение Италии, член сената Королевства Италия.

## Биография
Родился 1 декабря 1823 года (по другой версии 29 ноября 1823 года) в городе Наро, в королевстве Обеих Сицилий. Родители — Бласко и Мария Спекки Гаэтани Ди Сортино. Происходил из рода аристократов. Носил титул маркиза Ди Сортино и барона Магасинацци. Имел степень магистра юридических наук, по профессии был адвокатом.
С 1848 по 1860 год участвовал в движении за объединение Италии, за что попал под надзор полиции королевства Обеих Сицилий. После объединения Италии занимал должности мэра города Агридженто и вице-президента Совета провинции Агридженто.
Он был членом и секретарём Комитета общественного спасения, вице-президентом муниципального совета Наро, муниципальным советником Агридженто, членом провинциальной депутации Агридженто.
Исполнял обязанности главнокомандующего Национальной гвардией в Агридженто, управляющего государственными школами Агридженто, советника Общества всеобщего римского взаимного страхования и общественного защитника Университета имени Алессандро Мандзони в Фермо. 
8 октября 1865 года король Умберто I назначил его пожизненным сенатором. 23 марта 1867 года он принёс присягу. С 10 марта по 3 октября работал в комиссии внутреннего учёта. 24 марта 1881 года был удостоен звания кавалера ордена Короны Италии, следом получив звания офицера, командора и Великого офицера Ордена Короны Италии.
Состоял в законном браке с Марией Антонией Гаэтани, от которой имел девятерых детей — сына Алессандро и дочерей Марию Джованну, Калоджеру, Марию Джузеппу, Марию Розу, Марию Анну, Клотильду, Винченцу и Элену. Скончался в Наро 28 апреля 1899 года.